# بيت ماركوس (لاعب كرة قدم أمريكية)
بيت ماركوس (بالإنجليزية: Pete Monty)‏ هو لاعب كرة قدم أمريكية أمريكي، ولد في 13 يوليو 1974 في فورت كولنز في الولايات المتحدة.

## وصلات خارجية
- بيت ماركوس (لاعب كرة قدم أمريكية) على موقع مرجع كرة القدم المحترفة.كوم (الإنجليزية)